# Floresta Esporte Clube
O Floresta Esporte Clube (mais conhecido como Floresta) é uma agremiação esportiva da cidade de Fortaleza, fundado em 9 de novembro de 1954. Sua sede fica no bairro Vila Manoel Sátiro e tem como cores oficiais o verde e o branco. Tem mandos na Arena Castelão e no Estádio do PV, além de seu estádio próprio, o Felipe Santiago, com capacidade para 2.000 pessoas.
O clube vem se consolidando como uma potência no futebol cearense, tendo sido campeão da Copa Fares Lopes de 2017 e ganhando uma vaga para participar da Copa do Brasil de Futebol de 2018, primeira competição nacional disputada pelo clube. Em 2019 estreou em um campeonato nacional, chegando até as quartas de final da Série D e em 2020 conquistou o vice-campeonato da competição, conseguindo também o inédito acesso a Série C de 2021. Em 2021, disputou as eliminatórias da Copa do Nordeste conseguindo inédita vaga para participar da fase de grupos da competição em 2022.

## História
O Floresta surgiu com o nome de Às de Ouro, e foi fundado em 9 de novembro de 1954 por Felipe Santiago.
O clube sempre teve forte ligação com o bairro Vila Manoel Sátiro, onde está localizado a sua sede e o antigo estádio que tinha o nome do seu fundador, Felipe Santiago. O nome do bairro foi em homenagem ao advogado e ex-deputado estadual Manoel Sátiro. Sua filha Noelzinda abriu um loteamento nos anos 40, dando início ao residencial onde hoje está localizado o bairro. A ligação da família que deu origem ao clube com o futebol vem de longas datas, A esposa de Felipe Santiago, dona Noelzinda, era sobrinha de Alcides Santos por parte de mãe, que era irmã dele. Alcides Santos é o fundador do Fortaleza Esporte Clube.
O Floresta já usou seu uniforme em homenagem a Seleção Brasileira. Suas cores usadas desde o princípio seriam verde e branco, assim como é atualmente, mas Felipe Santiago após viajar para São Paulo resolveu comprar e adotar as camisas da Seleção Brasileira para usar no seu time.
Tradicional no futebol amador desde que foi fundado, o clube se profissionalizou e começou a disputar competições profissionais apenas em 2015 após investimento por parte do empresário Sérgio Teixeira. Atualmente junto com sua sede, possui uma excelente estrutura com Centro de Treinamento para às categorias de base e para o futebol profissional.
Em 2015 no seu primeiro ano como clube profissional, disputou a terceira divisão do Campeonato Cearense e alcançou de imediato a promoção ao segundo nível como vice-campeão. Após dois anos na segunda divisão, o clube terminou em segundo lugar em 2017 e foi promovido ao primeiro escalão do Campeonato Cearense.
Também em 2017, o clube se sagrou campeão da Copa Fares Lopes e conquistou uma vaga na Copa do Brasil, primeira competição nacional do clube. Na disputa, o clube jogou em casa e foi eliminado ainda na primeira fase pelo Botafogo-PB.
No primeiro ano na elite do futebol cearense, o Floresta chegou a fase semifinal, onde foi eliminado pelo então vice-campeão Fortaleza. Por conta da campanha expressiva, o clube conquistou vaga inédita para seu Campeonato Brasileiro, onde apresentou uma campanha histórica, chegando a disputar vaga para a terceira divisão brasileira.
No início da temporada de 2020, o Floresta acabou sendo rebaixado no Campeonato Cearense, após terminar na penúltima posição. Devido à Pandemia de COVID-19, o clube passou quase sete meses sem disputar jogos oficiais. Em setembro, a equipe iniciou a sua participação no Campeonato Brasileiro Série D. Apesar de ter tido um início de época difícil devido ao rebaixamento no Estadual e também a vários meses sem jogos, o Floresta conseguiu o vice campeonato e garantiu o acesso ao Campeonato Brasileiro Série C de 2021.
Em 2022, de forma inédita, o clube vai disputar a Copa do Nordeste, após classificação nas eliminatórias da competição.

## Títulos
| ESTADUAIS | ESTADUAIS                   | ESTADUAIS | ESTADUAIS  |
|           | Competição                  | Títulos   | Temporadas |
| --------- | --------------------------- | --------- | ---------- |
|           | Copa Fares Lopes            | 1         | 2017       |
|           | Copa dos Campeões Cearenses | 1         | 2018       |

### Campanhas de destaque
| Floresta Esporte Clube          | Floresta Esporte Clube | Floresta Esporte Clube | Floresta Esporte Clube | Floresta Esporte Clube |
| Torneio                         | Campeão                | Vice-campeão           | Terceiro               | Quarto                 |
| ------------------------------- | ---------------------- | ---------------------- | ---------------------- | ---------------------- |
| Campeonato Brasileiro - Série D | 0 (não possui)         | 1 (2020)               | 0 (não possui)         | 0 (não possui)         |
| Campeonato Cearense             | 0 (não possui)         | 0 (não possui)         | 1 (2019)               | 1 (2018)               |
| Campeonato Cearense - Série B   | 0 (não possui)         | 2 (2017 e 2023)        | 0 (não possui)         | 1 (2016)               |
| Campeonato Cearense - Série C   | 0 (não possui)         | 1 (2015)               | 0 (não possui)         | 0 (não possui)         |
| Copa Fares Lopes                | 1 (2017)               | 0 (não possui)         | 0 (não possui)         | 3 (2016, 2019 e 2020)  |
| Taça dos Campeões Cearenses     | 1 (2018)               | 0 (não possui)         | —                      | —                      |

## Estatísticas

### Participações
|  | Participações em 2025 |

| Competição | Competição          | Temporadas | Melhor campanha            | Estreia | Última | P | R |
| Ceará      | Campeonato Cearense | 5          | 3º colocado (2019)         | 2018    | 2025   |   | 1 |
| Ceará      | 2ª Divisão          | 5          | Vice-campeão (2017 e 2023) | 2016    | 2023   | 2 | – |
| Ceará      | 3ª Divisão          | 1          | Vice-campeão (2015)        | 2015    | 2015   | 1 |   |
| Ceará      | Copa Fares Lopes    | 8          | Campeão (2017)             | 2016    | 2024   |   |   |
|            | Copa do Nordeste    | 2          | Fase de Grupos (2022)      | 2022    | 2023   |   |   |
| Brasil     | Série C             | 5          | 14° colocado (2023)        | 2021    | 2025   | – | – |
| Brasil     | Série D             | 2          | Vice-campeão (2020)        | 2019    | 2020   | 1 |   |
| Brasil     | Copa do Brasil      | 1          | 1ª fase (2018)             | 2018    | 2018   |   |   |

### Temporadas
Legenda:
| Campeão Vice-campeão Eliminado na semifinal. | Rebaixado à divisão inferior. Campeão e promovido à divisão superior. Promovido à divisão superior. |